# 火把节

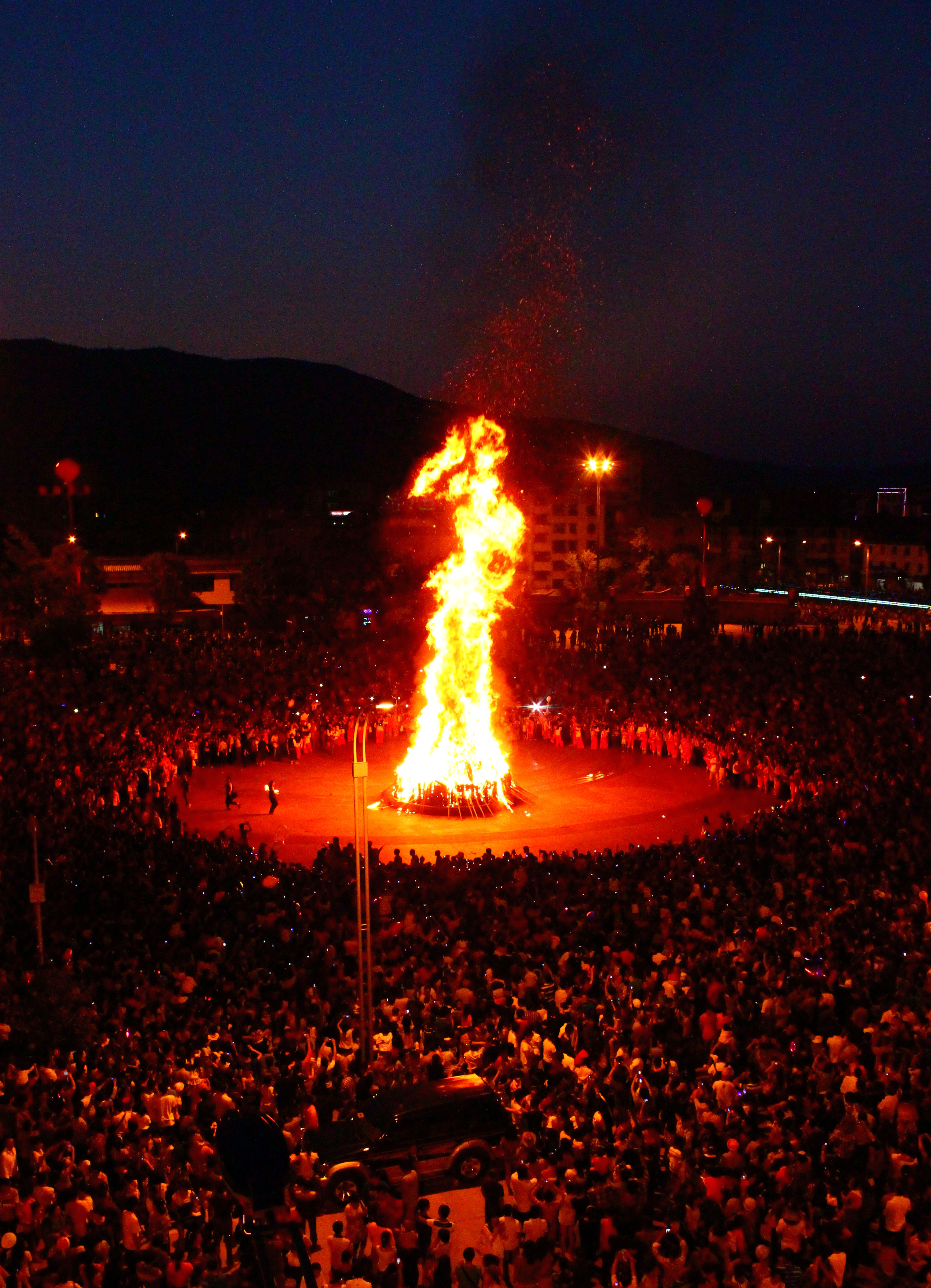
2012年8月11日（六月廿四），峨山彝族自治县的火把节庆祝活动

火把节（Dutzie，音译“杜责”；佤语：Biag）一些民族又称星回节，是中国西南地区少数民族例如彝族、白族、纳西族、基诺族、拉祜族的一个重要传统节日。节期一般是农历的六月廿五，也有在六月廿四过节的。有的学者认为此节原為彝族十月太陽曆的一个年节。火把节就是上半年的过年日，因此又称过大年。

## 起源
關於火把節的由來有很多說法，其中《南诏野史》及师范《滇系》两书記载：「南诏首领皮罗阁企图并吞另五诏，将会五诏于松明楼而焚杀，邓赕诏妻慈善谏夫勿往，夫不从而被杀，慈善闭城死，滇人以是日燃炬吊之。」传说在南诏时期，蒙舍诏皮逻阁想吞并其他五诏而密设松明楼于大理城西，然后以祭祀之名邀请五诏诏主赴宴。邓赕诏皮逻登的妻子白洁夫人聪明绝顶，早就猜到皮逻阁的阴谋而劝阻丈夫不要赴宴。结果皮逻登执意不听，被烧死在松明楼，白洁夫人根据她给丈夫带的铁镯而辨认出皮逻登的尸体。后来皮逻阁想霸占白洁夫人为妻，白洁夫人在为丈夫守孝一百天之后，跳入洱海自尽。当地民众为了纪念白洁夫人，把每年农历六月廿五定为火把节，流传至今。
而在中國各個彝族地區中，流傳的故事內容也多有不同，但普遍流傳的是：在遠古時候，天神恩體古茲不願讓彝族人過好日子，派了十個大力士來彝山破壞他們的莊稼，彝族人民也不甘示弱，派出了一位名叫包聰的小夥子，這小夥子與十位大力士摔跤較量贏得了比賽。天神很生氣，於是撒下香灰，而香灰竟然就變成了數不清的害蟲。彝族人民見狀便點起火把，把害蟲全部燒光。從此之後，每年的農曆6月24日都要舉行火把節。石林彝族撒尼人則视火把节为纪念民众与恶魔斗争胜利的节日；武定彝族认为过火把节是要长出的谷穗像火把一样粗壮。后人以此祭火驱家中田中鬼邪，以保人畜平安。

## 习俗
剑川白族的风俗是由村里当年生了儿子的家庭主持，首先合力去山上砍一棵松树做火把杆，然后向全村人搜集柴火绑成一个高15米左右的大火把。这些家庭还要挨家挨户的给老人敬酒，给小孩喝自制的糖水。傍晚时分，全村人需要合力把火把竖起来，火把顶部会挂上很多樱桃等果实，竖火把的时候，小孩子以抢这些小果子为乐。天黑之后点燃火把，村民纷纷聚集到火把边上聊家常。小孩子则用自制的松明“火药”，手拿秸秆火把互相“攻击”（白族话为“取”）。因为这是一个富裕红火的象征，老人都会主动让小孩“取”自己几把。秸秆火把由每家主动提供，小孩子们随意拿取。大火把上掉下来的木炭被视为吉祥之物，一般每家都会拿几块回家绑在猪圈上，能保佑该家“五谷丰登，六畜兴旺”。在火把的最顶端会绑一个彩色的小男孩纸偶。只有在火把节的第二天，村民们才可以把这个小纸偶打下来拿回家，小纸偶可以保佑“生儿子”。
近年来火把节的热闹气氛越来越淡，很多的程序被简化，人们庆祝的方式较传统有了很大改变。

## 相关作品
中国作曲家王西麟曾作有管弦乐《云南音诗》，其中的《火把节》一章十分著名。